# Макдональд, Питер
Пи́тер Макдо́нальд (англ. Peter MacDonald, род. в 1939 году в Лондоне) — британский режиссёр, продюсер и кинооператор. Известен главным образом как режиссёр второго плана ряда фильмов-блокбастеров, таких как «Стражи Галактики», «Ультиматум Борна», «Гарри Поттер и узник Азкабана» и «Звёздные войны. Эпизод V: Империя наносит ответный удар».

## Фильмография

### Режиссёр
- Рэмбо III (1988);
- Деньги, деньги, ещё деньги (1992);
- Хроники молодого Индианы Джонса (телесериал, 1993, эпизод — «The Phantom Train of Doom»);
- Байки из склепа (телесериал, 1996, эпизод — «Escape»);
- Бесконечная история 3 (1994);
- Легионер (1998);
- Невероятные приключения Супер Дэйва[англ.] (2000);
- Король обезьян[англ.] (2000).

### Режиссёр второго плана
- Рассвет зулусов (1979);
- Звёздные войны. Эпизод V: Империя наносит ответный удар (1980);
- Убийца дракона (1981);
- Экскалибур (1981);
- Рэмбо: Первая кровь 2 (1985);
- Лабиринт (1986);
- Бэтмен (1989);
- Танго и Кэш (1989);
- Некуда Бежать (1993);
- В поисках приключений (1996);
- Гарри Поттер и тайная комната (2002);
- Гарри Поттер и узник Азкабана (2004);
- Гарри Поттер и Кубок огня (2005);
- Эрагон (2006);
- Золотой компас (2007);
- Люди Икс: Начало. Росомаха (2009).

### Продюсер
- Танго и Кэш (1989) (исполнительный продюсер);
- Мост граффити (1990).(исполнительный продюсер);
- В поисках приключений (1996) (исполнительный продюсер);
- Легионер (1998);
- Гарри Поттер и Кубок огня (2005) (со-продюсер).

### Оператор-постановщик
- Дети Солнца (1986);
- Высота «Гамбургер» (1987);
- Shag: The Movie (1988).

### Кинооператор
- Кабаре (1972);
- Убийство в Восточном экспрессе (1974);
- Возвращение Розовой Пантеры (1975);
- Супермен (1978);
- Супермен 2 (1980);
- Парк Горького (1983);
- Электрические грёзы (1984);
- Легенда (1985).